# لوئیس لاگروتا
لوئیس لاگروتا (انگلیسی: Luis Lagrutta؛ زادهٔ ۲۸ آوریل ۱۹۸۸) بازیکن فوتبال اهل آرژانتین است.